# Dymasius medvedevi
Dymasius medvedevi es una especie de escarabajo del género Dymasius, familia Cerambycidae. Fue descrita científicamente por Miroshnikov en 2019.
Habita en India. Los machos y las hembras miden aproximadamente 10,5-13,2 mm. El período de vuelo de esta especie ocurre en el mes de mayo.